# Norbert Josef Pitrof
Norbert Josef Pitrof (* 16. Januar 1907 in Ferbka bei Postelberg, Bezirk Saaz, Böhmen; † 24. Mai 1995 in Pegnitz), bekannt unter dem Künstlernamen Pit-Peg, war ein deutscher Kunstmaler und Modellbahner.

## Leben
Norbert Josef Pitrof wurde als Sohn eines Wagnermeisters geboren, erlernte das Schmiede- und Stellmacherhandwerk und nahm zudem Privatunterricht im Zeichnen und Malen. Nach Ende seiner Lehre arbeitete er in Karlsbad als Gebrauchsgrafiker.
1943 trat er ein Studium an der Akademie der Bildenden Künste Nürnberg bei Otto Michael Schmitt an. Da er nach dem Zweiten Weltkrieg nicht in seine Heimat zurückkehren konnte, ließ er sich 1946 in Gößweinstein nieder, wo er als freischaffender Künstler tätig war. In den 1960er Jahren wurden ihm zahlreiche Aufträge für die künstlerische Gestaltung öffentlicher Gebäude im Landkreis Pegnitz übertragen, wohin er auch seinen Wohnsitz verlegte, nachdem er von 1957 bis 1960 Frankfurt am Main gelebt hatte. In der Folgezeit war er im gesamten süddeutschen Raum aktiv.
Pitrof war bis zu seinem letzten Lebensjahr künstlerisch tätig, ehe er seine Arbeit wegen eines fast vollständigen Verlusts der Sehkraft durch eine Augenerkrankung einstellen musste. Er starb an den Folgen eines Oberschenkelbruchs, von dem er sich nicht erholte.

## Wirken als Modellbahngestalter und -autor
In den 1950er Jahren war Pitrof zur Modelleisenbahn als Hobby gelangt. Von Anfang 1958 an veröffentlichte er Beiträge in der Zeitschrift MIBA, in denen er sowohl Entwürfe für ganze Modellbahnanlagen als auch zur Gestaltung von einzelnen Bereichen wie etwa Bahnhöfen oder von kleinen Einzelheiten wie Bahnübergängen und Stützmauern zeigte und erläuterte. Das Besondere dieser Beiträge waren die gezeichneten perspektivischen, teils sehr detaillierten Darstellungen, die einen plastischen, atmosphärischen Eindruck vom möglichen Aussehen des umgesetzten Plans gaben.
Pitrofs Entwürfe erlangten rasch Beliebtheit und galten als wichtige Anregungsquelle, obwohl sich insbesondere seine Anlagenpläne häufig nicht ohne Abänderungen wie dargestellt umsetzen ließen; sein Hauptaugenmerk lag oftmals vor allem auf der künstlerischen Gestaltung und dem Aspekt der attraktiven Landschaftsformen, Szenarien und Detaillösungen denn auf der praktischen Realisierbarkeit. Dies minderte die Popularität und den Einfluss seiner besonders vom oberfränkischen Raum inspirierten Entwürfe nicht. Anfang 1961 begann er für diese Arbeiten den Künstlernamen Pit-Peg zu verwenden, zusammengesetzt aus den Anfangsbuchstaben seines Nachnamens und seines Wohnorts Pegnitz.
1962 erschien sein erstes Buch Anlagen-Fibel. Bis 1981 folgten fünf weitere Bücher, die sich mit verschiedenen Aspekten der Modellbahngestaltung befassten. 2005 veröffentlichte der MIBA-Verlag ein Buch mit einer Zusammenfassung der wichtigsten Werke. Dafür wurden die einstigen Schwarz-Weiß-Zeichnungen teils neu koloriert und mit neuen Begleittexten ergänzt. Diese wiesen mitunter auf maßstäbliche oder zeichnerische Unstimmigkeiten der umzusetzenden Gleispläne korrigierend hin.

## Veröffentlichungen
- Anlagen-Fibel (mit Werner Walter Weinstötter); MIBA-Verlag, Nürnberg 1962
- Pit-Peg’s Panoramen (mit Michael Meinhold und Werner Walter Weinstötter); MIBA-Verlag, Nürnberg 1978
- Pit-Peg’s Anlagen-Fibel (mit Michael Meinhold und Werner Walter Weinstötter); MIBA-Verlag, Nürnberg 1978
- Pit-Peg’s Skizzen-Buch (mit Michael Meinhold und Werner Walter Weinstötter); MIBA-Verlag, Nürnberg 1979
- Pit-Peg’s Bauprojekte; MIBA-Verlag, Nürnberg 1981
- Pit-Peg’s Bauprojekte 2; MIBA-Verlag, Nürnberg 1981
- Pit-Peg: Panoramen, Skizzen, Anlagen, Bauprojekte; MIBA-Verlag, Nürnberg 2005